# Ruwnekvaraan
De ruwnekvaraan (Varanus rudicollis) is een hagedis uit de familie varanen.

## Naam en indeling
De wetenschappelijke naam van de soort werd voor het eerst voorgesteld door John Edward Gray in 1845. Oorspronkelijk werd de naam Uaranus rudicollis gebruikt. De varaan wordt door sommige biologen tot het ondergeslacht Empagusia gerekend.

## Uiterlijke kenmerken
De ruwnekvaraan heeft ook zijn Nederlandstalige naam te danken aan de vergrote en enigszins verdikte schubben in de nek, de nuchale schubben, die eindigen in een scherpe kiel. Het is een slank gebouwde varanensoort, die tot anderhalve meter lang wordt inclusief de staart. De staart is zijwaarts afgeplat en is ongeveer 1,3 tot 1,6 keer zo lang als de rest van het lichaam.
De lichaamskleur is grijs tot donker grijsbruin met lichtere tot geelachtige dwarsbanden aan de bovenzijde van het lichaam. Iets voor het oog begint een donkere lentestreep die eindigt voor de nek. Op de nek en poten zijn geelachtige vlekjes aanwezig.
Op het midden van het lijf zijn 139 tot 169 schubbenrijen in de lengte aanwezig. De neusgaten zijn relatief dicht bij het oog gelegen en niet aan de voorzijde van de snuit, zoals bij veel waterminnende varanen het geval is. Aan de schedel is lateraal boven het oog een verbeende richel aanwezig.

## Levenswijze
De ruwnekvaraan is een boombewoner die zich meestal in de bomen ophoudt en hierdoor weinig wordt gezien. De varaan foerageert echter vaak op de bodem op zoek naar prooidieren. Op het menu staan voornamelijk kikkers en insecten, meer dan de helft van het aantal prooidieren bestaat uit kikkers. Daarnaast worden ook wel in bomen levende ongewervelden gegeten zoals krabben, miljoenpoten en spinnen.

## Verspreiding en habitat
De ruwnekvaraan komt voor in delen van Azië en leeft in de landen Indonesië, Maleisië, Myanmar en Thailand, mogelijk ook in de Filipijnen.
De habitat bestaat uit tropische en subtropische bossen, zowel primaire als secundaire bossen. Daarnaast wordt de hagedis ook in mangrovebossen aangetroffen.